# Quilleco
Quilleco è un comune del Cile della provincia di Biobío nella Regione del Bío Bío. Al censimento del 2002 possedeva una popolazione di 10.428 abitanti.

## Società

### Evoluzione demografica
| Censimento del 1992 | Censimento del 2002 |
| 10.492 ab.          | 10.428 ab.          |